# 謝建東
謝建東（1945年3月4日—），中華民國陸軍二級上將，臺灣屏東縣屏東市人，生於福建省建甌縣，籍貫廣東省高要縣，畢業於空軍屏東小學、陸軍官校正36期，曾任總統府戰略顧問、國防大學校長、後備司令、聯勤總司令、陸軍副總司令、陸軍十軍團司令、陸軍步校校長、陸軍作戰署長、陸軍機步234師長、陸軍金防部作戰處長等軍職。

## 生平
謝建東出身屏東市六塊厝眷村雲鵬社區，畢業於中華民國陸軍軍官學校第36期，曾任金防部參三處長、陆军第234师师长、陆军总司令部作戰署長、步訓部指揮官等職。1992年10月，他擔任陆军第10军团少将副司令。1993年7月17日，调任陆军步兵学校校长。1994年10月，謝晋升陆军中将。1995年8月1日，调任三军大学陆军指挥参谋学院院长。2000年5月，謝建東出任聯合勤務總司令部总司令，晋升陆军二级上将。2003年2月，擔任後備司令部司令。2003年8月29日，他轉任国防大学校长。2005年6月，謝出任總統府戰略顧問。